# Font dels Obacs
La Font dels Obacs és una font del terme municipal de Tremp, del Pallars Jussà, a l'antic terme de Fígols de Tremp, en territori de l'antic poble d'Eroles.
Està situada a 705 m d'altitud, al nord d'Eroles i a l'esquerra del barranc de les Pasteroles, en el fons de la vall, al sud-oest de les Masies de Perantoni.